# دادشاه
دادشاه کمال یا میردادشاه (درگذشتهٔ ۲۱ دی ۱۳۳۶) یک زمین‌دار و کشاورز روستایی بلوچ بود که در اوایل دههٔ ۱۳۳۰ خورشیدی در بلوچستان علیه دولت مرکزی ایران، اقدام به قیام مسلحانه کرد. او به همراه برادرش، محمدشاه، و گروهی از افرادش در ۴ فروردین ۱۳۳۶ در مسیر چابهار به ایرانشهر، راه را بر خودروی حامل کارکنان برنامه اصل چهار بود، بست و آن‌ها را به قتل رساند. این کشتار موجب برانگیختن حساسیت بین‌المللی و فشار بر حکومت محمدرضاشاه پهلوی شد.

## خانواده
میردادشاه مشهور به دادشاه سفیدکوهی، یک زمین‌دار و کشاورز اهل روستای «بنگر و دن‌بید» در منطقهٔ کوهستانی سفیدکوه مکرانِ بلوچستان و از اعضای طایفه‌ی بلوچ میرزایی بود. دادشاه دو برادر مشهور به محمدشاه و احمدشاه داشت.

## اقدام مسلحانه

تصویری از صحنهٔ قتل کارول و همراهانش که در تاریخ ۵ آوریل ۱۹۵۷ (۱۶ فروردین ۱۳۳۶) در روزنامه Civil and Military Gazette نسخه لاهور منتشر شد.

دادشاه به همراه برادران و تعدادی از هم‌رزمانش از اوایل دههٔ ۱۳۳۰ اقدام مسلحانه‌ای را علیه دولت مرکزی ایران آغاز کردند که منجر به قتل افراد سرشناسی شد. اما اقدامی که باعث مقابلهٔ جدی حکومت با او شد، قتل کارکنان برنامه اصل چهار بود. این گروه در ۴ فروردین ۱۳۳۶، بخشی از جادهٔ چابهار به ایرانشهر موسوم به منطقهٔ تنگ سرحه (منطقهٔ کوهستانی لاشار) که جاده پرپیج‌و‌خمی دارد را بستند. در آن زمان قرار بود خودرویی حامل کارکنان ایرانی و آمریکایی برنامه اصل چهار از این مسیر عبور کند. گفته می‌شود این کارمندان پیرامون راه‌سازی و خصوصا ایجاد راه زاهدان و چابهار در این منطقه حضور داشتند.
دادشاه به همراه برادرش محمدشاه و دیگر اعضای گروه این خودرو را توقیف و سپس تمامی سرنشینان آن را کشتند؛ در این کشتار کوین کارول (به انگلیسی: Kevin Carroll) (رئیس منطقه‌ای برنامه اصل چهار در کرمان)، آنیتا کارول (همسر کوین کارول که گفته می‌شود باردار بود)، برستیر ویلسون (به انگلیسی: Brewster A. Wilson) (مشاور حوزه عمران)، محسن شمس (معاون ایرانی ویلسون)، هراند خاک‌چیان (رانندهٔ ایرانی خودرو) به قتل رسیدند.
در خبری که در روزنامه Civil and Military Gazette نسخه لاهور منتشر شد نوشته شده بود «این دو جیپ توسط راهزنان ایرانی به جا مانده بود که آن‌ها را در کوهستان‌های خشن نزدیک مرز پاکستان به خاک و خون کشیدند و همه سرنشینان آن را کشتند - سه آمریکایی شامل آقای کوین کارول و همسرش و آقای. بروستر ای. ویلسون و دو ایرانی. خانم کارول توسط راهزنان از صحنه تراژدی دور شد و جسدش که با شلیک گلوله کشته شده بود، در فاصله شش مایلی پیدا شد.»
در روایت دیگری گفته شده است که جسد آنیتا کارول هفت روز پس از حادثه چند کیلومتری محل درگیری کشف شد. ۱۰ روز پس از وقوع رویداد، حسین علاء از نخست‌وزیری کناره‌گیری کرد و منوچهر اقبال بر جایش نشست. این تغییر در افکار عمومی چنین استنباط شد که تغییر کابینه با رویداد تنگ سرحه مرتبط بوده است ولی در گزارش‌های وقت چنین اشاره‌ای دیده نشده است. 
گفته می‌شود این عملیات مسلحانه با هدف ناامن جلوه‌دادن بلوچستان انجام شد و در روابط انگلیس با آمریکا، تأثیر زیادی داشت و چه‌بسا به ملغی‌شدن برنامه‌ی اصل چهار منجر شد.

## تعقیب
کشتار کارکنان برنامه اصل چهار توسط تک‌تیراندازها باعث ایجاد حساسیت بین‌المللی و افزایش فشار آمریکا و دولت‌های اروپایی بر دولت ایران شد. فشارهایی که از دولت مرکزی ایران می‌خواست تا گروه دادشاه را سرکوب کند و به اقدامات دادشاه پایان دهد.  
حکومت پهلوی، ماه‌ها در تلاش بود تا دادشاه و گروهش که گفته می‌شود حدود چهل نفر بودند را دستگیر کرده یا از سر راه بردارد، اما این تلاش‌ها به دلیل شرایط اقلیمی و جغرافیایی منطقه به جایی نمی‌رسید. گروه دادشاه به‌دلیل تسلط بر جغرافیای منطقه بلوچستان با اتخاذ تاکتیک‌های رزمی ویژه و توانایی زیاد در راهپیمایی در مناطق صعب‌العبور و همچنین آشنایی با اسلحه و تیراندازی، دست‌نیافتنی بودند. آن‌ها در طی درگیری‌ها گاهی به مرزهای پاکستان و حتی آن سوی سواحل خلیج فارس و دریای عمان می‌گریختند. مجموعهٔ تلاش‌های دولت ایران برای به‌دست‌آوردن دادشاه ۱۰ ماه و ۱۷ روز طول کشید.

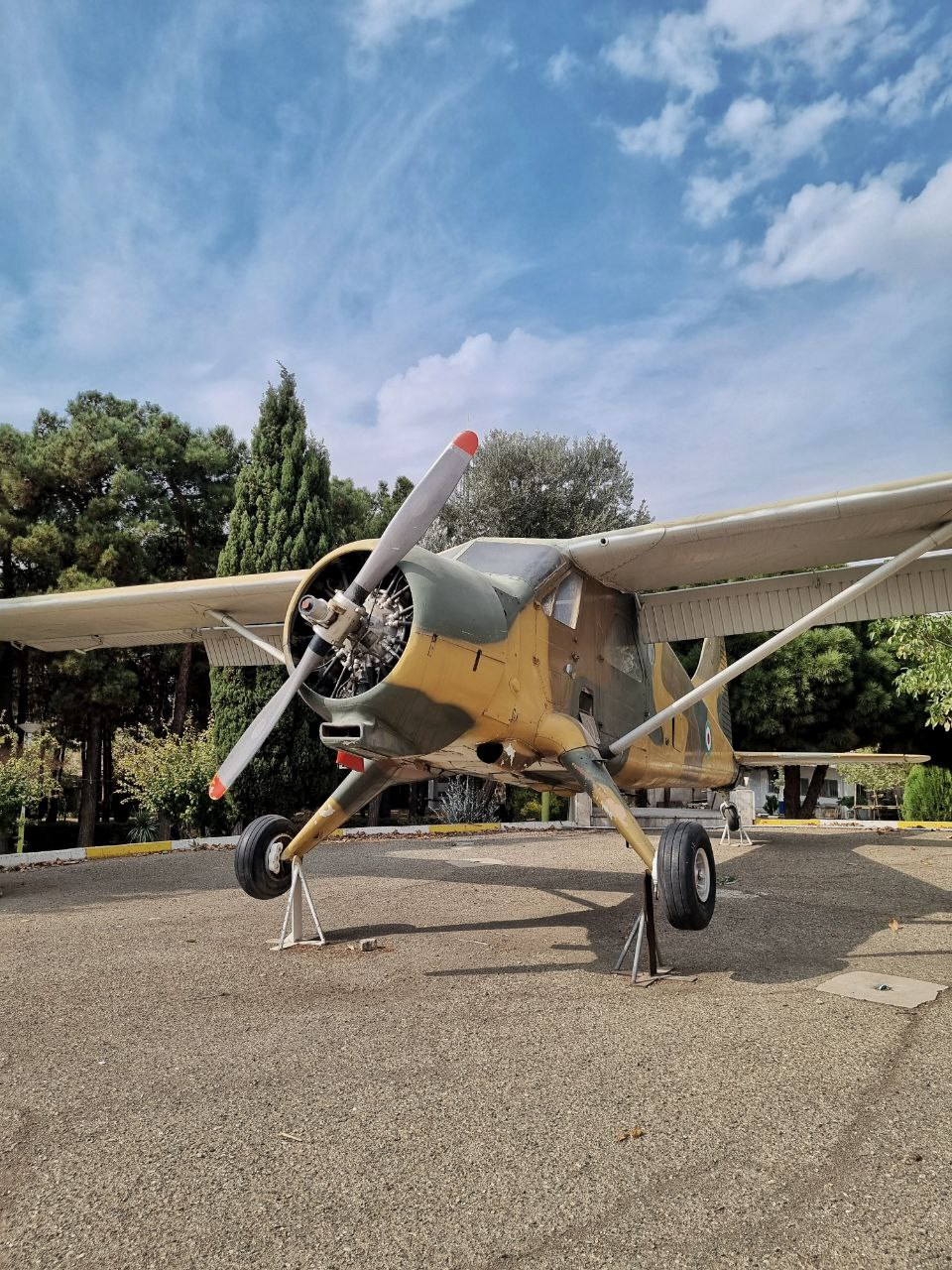
هواپیمای ال۲۰-ای نیروی هوایی شاهنشاهی مشابه هواپیمایی که در تعقیب دادشاه ساقط شد.

### سرنگون‌کردن هواپیمای نیروی هوایی
در جریان این تعقیب‌وگریز اتفاق دیگری نیز رخ داد که توجه‌های زیادی را به دادشاه معطوف کرد. در ۲ تیر ۱۳۳۶ یک هواپیمای  ال۲۰ نیروی هوایی شاهنشاهی که حامل رئیس ستاد ژاندارمری بود برای تعقیب گروه دادشاه اعزام شد. این هواپیما احتمالا در نزدیکی نیکشهر با گروه دادشاه درگیر شد و براثر آتش‌سوزی سقوط کرد. عده‌ای معتقدند تک‌تیراندازهای دادشاه توانستند با استفاده از تفنگ برنو این هواپیما را سرنگون کنند. چهار سرنشین این هواپیما در سقوط کشته شدند.
در ۱۴ فروردین ۱۳۳۶ (روزی که منوچهر اقبال مامور تشکیل کابینه شد)، درگیری شدیدی بین نیروهای دولتی و همکاران محلی با گروه دادشاه در مرز پاکستان رخ داد. در این درگیری با اینکه صدمات زیادی به گروه دادشاه وارد شد، اما آن‌ها موفق شدند به خاک پاکستان وارد شوند. دادشاه و برادرش احمدشاه به پاکستان رفتند اما از آن‌جایی که دادشاه تصور می‌کرد توسط پلیس پاکستان دستگیر خواهد شد این‌بار بدون برادرش دوباره به بلوچستان رفت و عملیات‌های چریکی خود را ادامه داد.

## مرگ

عیسی‌خان مبارکی و مهیم‌خان میرلاشاری

در نهایت دولت مرکزی ناگزیر شد از سران قبایل بلوچستان درخواست کمک کند تا دادشاه را به مذاکره دعوت کنند. دولت مرکزی از عیسی‌خان مبارکی و مهیم‌خان میرلاشاری درخواست کرد تا برای مذاکره به تهران بروند و در این مذاکره از آن‌ها خواست تا در مهلتی مشخص به غائلهٔ دادشاه پایان دهند.
پس از این مذاکرات، سروان خدادادخان ریگی (فرمانده ژاندارمری نی‌ریز) نیز از تهران وارد بلوچستان شد.
مهیم‌خان به دادشاه پیغام داد که «از شاه برای تو و همراهانت تأمین خواهم گرفت، از کوه پایین بیا و با نماینده‌ی ارتش که همراه من است، مذاکره کن.» و  دادشاه این قرارداد را پذیرفت.

اجساد دادشاه و برادرش محمدشاه

مهیم‌خان میرلاشاری، سروان ریگی، استوار ادگاری، گروهبان محمودی (به جای سرهنگ ژیان که ظاهراً ماشینش بین راه گه به هیچان خراب می‌شود)، و چند تفنگچی بلوچ (موسی‌خان میربل، محمدعمرخان ملک‌نژاد، یوسف‌خان مبارکی، کریم‌خان متسنگی(اهورانی)) به محل ملاقات رفتند.
دادشاه در محل قرار حاضر شد و از گروه مقابل خواست تا با آزادی برادرش احمدشاه که در کشور پاکستان فراری بود، موافقت کنند اما با این درخواست موافقت نشد.
در نتیجه دادشاه که گویا قصد گروگان‌گیری داشته تا بلکه با رهایی برادرش موافقت کنند، حاضر به تسلیم نمی‌شود. او می‌گوید «من به قول و قرار گجرها [اشاره به حاکمیت وقت] اطمینان ندارم. آن‌ها کارشان فریب است. اگر واقعاً هدف، تأمین من است، یکی از نظامیان را با خود می‌برم تا برادرم احمدشاه که در پاکستان است آزاد گردد.» سپس دست گروهبان محمودی را گرفته و او را گروگان می‌گیرد و می‌گوید «من به همین منظور حاضر به ملاقات شدم.»
در این زمان مهیم‌خان پس از خواهش و صحبت برای آزادسازی گروگان، دست به هفت‌تیر برده و به بناگوش دادشاه شلیک می‌کند و دیگران نیز اقدام به شلیک می‌کنند. در این درگیری دادشاه و محمدشاه، برادر دادشاه، کشته می‌شوند.
مدتی بعد نیز دولت پاکستان، احمدشاه را تسلیم رژیم ایران می‌کند که در ایران تیرباران می‌شود.

## در فرهنگ
قیام دادشاه دست‌مایه‌ی فیلم سینمایی دادشاه ساختۀ حبیب کاووش بوده‌است.
همچنین در وصف دادشاه دو شعر حماسی، یکی از «مولوی‌عبدالله روانبد پیشینی» و دیگری از «ملاابوبکر کلمتی» سروده شده‌است. این دو شعر توسط خوانندگان بلوچ مانند حاجی کمالهان هوت و «ملا غلام قادر» خوانده شده‌اند.